# Maybach-Motorenbau
Die Maybach-Motorenbau GmbH (bis 1918: Luftfahrzeug-Motorenbau GmbH) war ein deutscher Motoren- und Pkw-Hersteller.
Das Unternehmen wurde am 23. März 1909 von Wilhelm Maybach und Ferdinand Graf von Zeppelin in Bissingen/Enz gegründet. 1912 siedelte die Firma nach Friedrichshafen am Bodensee über. Das Unternehmen wurde von Wilhelm Maybachs ältestem Sohn Karl Maybach geleitet.
Ab 1949 leitete Karl Maybach das Unternehmen zusammen mit Jean Raebel und Carl Böttner.
Im Jahr 1960 übernahm Daimler-Benz die Firma; 1966 wurde sie mit dem Großmotorenbau von Daimler-Benz vereinigt und Maybach Mercedes-Benz Motorenbau GmbH genannt. Seit 1969 firmiert das Unternehmen als Motoren- und Turbinen-Union Friedrichshafen GmbH (MTU Friedrichshafen GmbH). Die MTU Friedrichshafen GmbH konzentriert sich seitdem auf die Produktion von Dieselmotoren, eine Produktion von Fahrzeugen wurde nicht wieder aufgenommen.
Die Marke Maybach wurde im Jahr 2002 von der DaimlerChrysler AG reaktiviert. Von 2002 bis 2012 wurden von der Maybach-Manufaktur wieder Luxus-Pkws produziert. Seit Ende 2014 wird diese Tradition unter der Marke Mercedes-Maybach fortgesetzt.

## Geschichte

### Anfänge
Zunächst entwickelte und baute die Luftfahrzeug-Motorenbau GmbH die Diesel- beziehungsweise Gasmotoren für die Luftschiffe der Zeppelin-Werke, unter anderem den überverdichtenden Motor (MB IVa), der erst in 1800 Meter Flughöhe ungedrosselt betrieben werden konnte, ohne Schaden zu nehmen.

### Erster Weltkrieg
Bis 1915 baute Maybach den CX-Motor in Serie. Mit ihm wurden 28 Luftschiffe und sechs Fernlenkboote ausgerüstet. Der Motor war ein Reihen-Sechszylinder mit 22,8 Liter Hubraum und 154 kW (210 PS) bei 1300 min−1.
Die Maschine verfügte über eine selbsttätige Zündzeitpunkt-Verstellung mit Benzindüsen-Regulierung. Sie hatte eine Einrichtung zur Zündunterbrechung bei Überdrehzahl, beziehungsweise Schmierungsunterbrechung. Weiterhin war der Motor mit einer zusätzlichen unabhängigen Hand-Zündverstellung ausgerüstet.
Der CX-Motor wurde erstmals für das Marineluftschiff L 2 (= LZ 18) verwendet, mit dem L 17 (= LZ 52) wurde die Baureihe „HS“ mit 240 PS eingeführt (korrekt „HSLu“ wie HS-Luftschiff).
Die ersten Motoren dieser Reihe wiesen aber eine Reihe von Kinderkrankheiten auf, die erst nach vielen Luftschiff-Probefahrten befriedigend gelöst werden konnten. In der Regel wurden die vorschnell eingeführten Motoren gegen neue HSLu ausgetauscht. Drei Monate danach waren die Ergebnisse gut bis sehr gut, die Motoren überstanden die langen Luftschiff-Einsätze (20–40 Stunden) in der Regel problemlos.
Mit dem Marineluftschiff L 52 (= LZ 98) übernahm die Luftschiffwaffe den ersten echten Höhenluft-Motor, den MB IVa. Dieser Motor behob das Problem der „verdünnten“ Luft, sprich des geringen Luftdrucks in größeren Höhen, mit drei verschiedenen Vergaser-Einstellungen – „La“ (anlassen), „V“ (Vollgas, Fahrt bis 1800 m Höhe) und „H“ (Höhengas, ab 1800 m).
Ein Teststand auf dem Wendelstein (1800 m) hatte für die Entwicklung des Motors, der erst ab etwa 1800 Meter Höhe seine volle Leistung entwickelte, sehr gute Dienste geleistet.
Im März 1917 erhielt der Typ MB (260 PS) seine Zulassung. Es wurden monatlich bis zu 200 Motoren gebaut, insgesamt weit über 2000 Stück.
Gegen Ende des Ersten Weltkrieges wurden diese Motoren sogar in Schnellboote der Marine eingebaut. Andere Firmen wie etwa BMW bauten den Höhenmotor in Lizenz nach (BMW IVa). Die Motoren fanden folgerichtig ihre Anwendung vorzugsweise in Jagdflugzeugen und Höhenaufklärern.
Hinweis zur Namensgebung – die ersten Typenbezeichnungen ergaben sich einfach aus dem ersten beziehungsweise letzten Buchstaben, nach innen zählend – AZ – BY – CX – DW – HS. Erst beim MB ging man von dieser „Regel“ ab. „MB IVa“ bedeutet also nur „Maybach (Typreihe) IVa“.

### Weimarer Republik

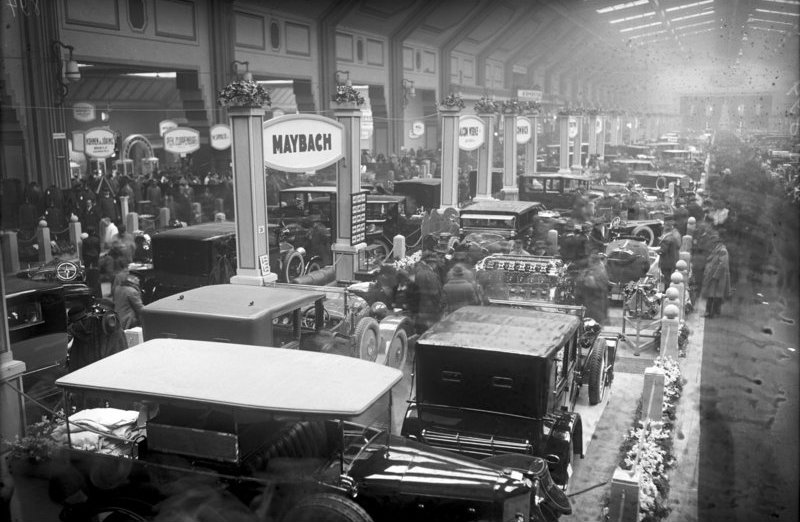
Dezember 1924: Maybach-Automobile auf der Deutschen Automobilausstellung in der Ausstellungshalle Kaiserdamm in Berlin-Westend

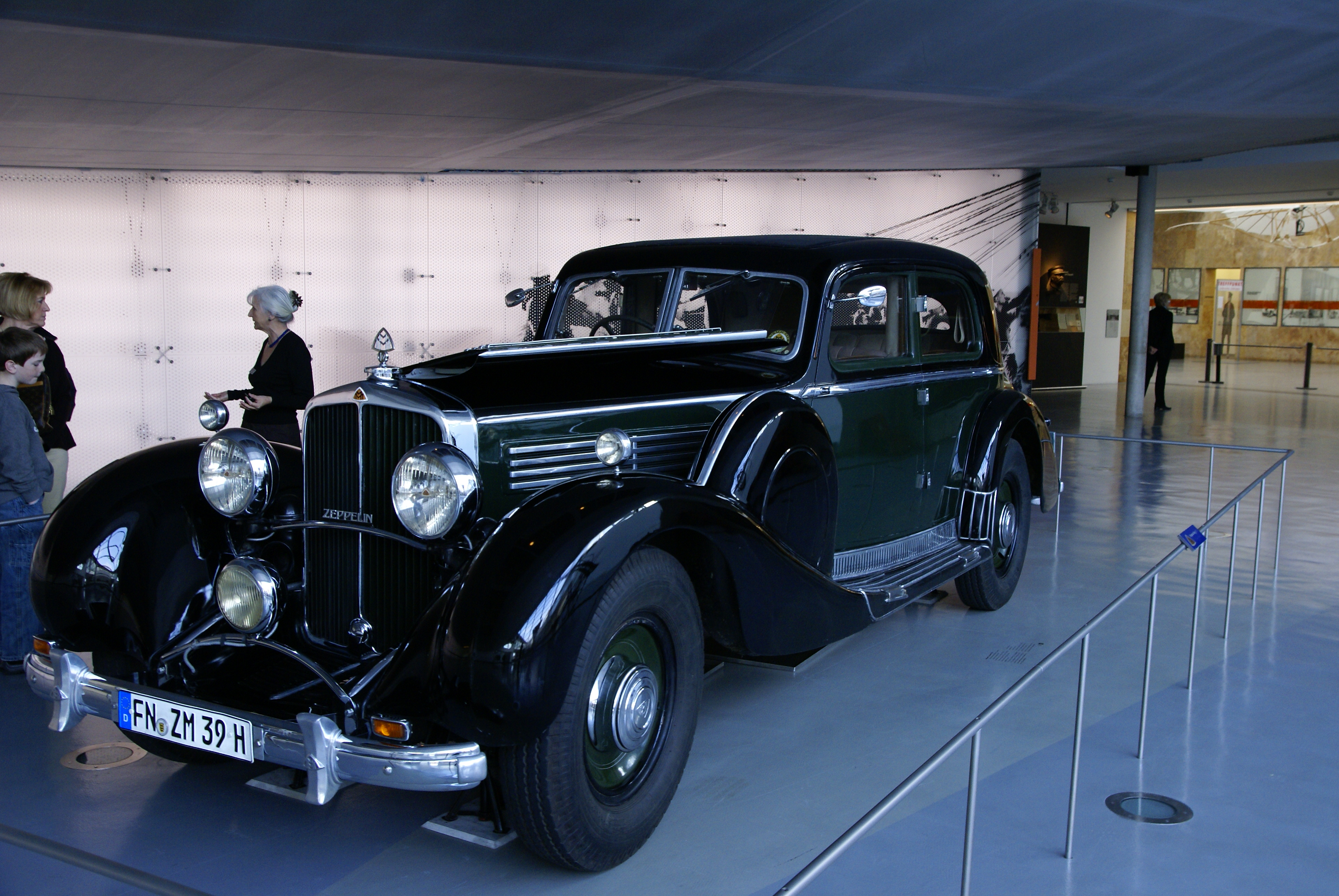
Maybach Zeppelin DS 8 im Zeppelin-Museum Friedrichshafen

Im Jahr 1918 wurde das Unternehmen in Maybach-Motorenbau GmbH umbenannt. Auf Grund des Versailler Friedensvertrages, der die Produktion von Luftschiffen und Flugzeugen verbot, begannen die Maybach-Werke nun mit der Herstellung von Automobilen. Auch wurden erste Aerodynamik-Versuche unternommen.
Für Lokomotiven entwickelte Maybach spezielle schnelllaufende Dieselmotoren. Der Schnelltriebwagen Fliegender Hamburger der Deutschen Reichsbahn, angetrieben von zwei Maybach-Zwölfzylindermotoren mit je 410 PS, erreichte eine Geschwindigkeit von 160 km/h.
Leistungsstarke Ottomotoren für den Einsatz im Automobilbereich folgten. Im Jahr 1919 war der erste Versuchswagen „W 1“ fertiggestellt; der erste zum Kauf angebotene Wagen „W 3“ wurde am 23. September 1921 auf der Berliner Automobilausstellung vorgestellt.
1930 kam der Zeppelin auf den Markt.
Die größte deutsche Limousine trieb ein Zwölfzylindermotor an. Wie zu dieser Zeit in der Fahrzeugklasse üblich, wurden auch die Maybach-Luxuswagen vom Werk nur als Fahrgestell ohne Karosserie ausgeliefert.
Man arbeitete zwar eng mit dem Karosseriebauer Hermann Spohn in Ravensburg zusammen, aber dennoch waren zahlreiche Maybach-Wagen mit Aufbauten nach den Wünschen des Kunden unterwegs. Ab 1941 stellte das Friedrichshafener Werk keine Automobile mehr her. In der Firmengeschichte wurden in den rund zwanzig Jahren Automobilbau nur 2300 Maybach-Fahrzeuge gefertigt.
Die Motoren wurden auch als Antriebe für Schiffe und Luftschiffe eingesetzt.
Für den Windenstart von Segelflugzeugen wurden in den 1930er-Jahren die sogenannten Maybachwinden (Seilwinden) mit 100-PS-Motoren des Typs Maybach HL 42 ausgerüstet. Viele von ihnen leisteten auch nach dem Wiederbeginn des Segelflugsports in Deutschland ab 1950 noch gute Dienste, vor allem auf den Segelflugplätzen der Gesellschaft für Sport und Technik in der DDR, wo sie zum Teil bis Ende der 1970er-Jahre in Betrieb waren.
| Jahr | Modell        | Zylinder | Bohrung (mm) | Hub (mm) | Hubraum (cm³) | Motorleistung PS | Text                                            |
| ---- | ------------- | -------- | ------------ | -------- | ------------- | ---------------- | ----------------------------------------------- |
|      | Type CX       | 6        | 160          | 190      | 22.909        | 210              | Nachfolger vom AZ (Drehzahl 1250/min)           |
|      | Type GTO-6    | 12       | 160          | 200      | 48.230        | 650              | Dieselmotor (Drehzahl 1400/min)                 |
|      | Type MD 870   | 16       | 185          | 200      | 85.973        | 1900             | (Drehzahl 1500/min)                             |
|      | Type MD 650   | 12       | 185          | 200      | 64.480        | 1000             | (Drehzahl 1500/min)                             |
|      | Type HL 230   | 12       | 130          | 145      | 23.084        | 700              | (Drehzahl 3000/min)                             |
|      | Type HL 42 TU | 6        | 90           | 110      | 4.197         | 100              | TU = tiefes Unterteil (Drehzahl 3000/min)       |
|      | Type GO 5     | 12       | 150          | 200      | 42.390        | 410              | (Drehzahl 1400/min)                             |
|      | Type HL 38    | 6        | 90           | 100      | 3.815         | 140              | (Drehzahl 4500/min)                             |
|      | Type GO 6     | 12       | 160          | 200      | 48.230        | 600              | (Drehzahl 1400/min)                             |
|      | Type QS 5     | 6        | 94           | 168      | 6.992         | 100              | (Drehzahl 1900/min)                             |
|      | Type G4 b     | 6        | 140          | 180      | 16.617        | 150              | Diesel (Drehzahl 1300/min)                      |
|      | Type G4 a     | 6        | ?            | ?        | ?             | 150              | Werte wie G4 b ? (Drehzahl 1300/min)            |
|      | Type VL 1     | 12       | 140          | 180      | 33.234        | 420              | (Drehzahl 1400/min)                             |
| 1935 | Type HL 120   | 12       | 105          | 115      | 11.943        | 300              | (Drehzahl 3000/min)                             |
| 1909 | Type AZ       | 6        | 160          | 170      | 20.498        | 145              | Maschinenfabrik Bissingen (Drehzahl 1100/min)   |
|      | Type W2       | 6        | 95           | 135      | 5740          | 70               | Alle Werte aus Buch Technikpionier Karl Maybach |
|      | Type Mb IVa   | 6        | 165          | 180      | 3.850         | 260              | (Drehzahl 1400/min)                             |

Von den HL Motoren wurden ca. 130.000 bis 140.000 Einheiten produziert. Davon etwa 45.000 mit 300 PS und 14.000 mit 700 PS. Für die Motoren gab es etliche lizenzierte Nachbaufirmen: Nordbau (Berlin), Wanderer-Werk der Auto Union AG (Siegmar), MBA (Nordhausen), MAN (Nürnberg), Krauss-Maffei (München), Saurer (Wien), Borgward (Bremen), Adler (Frankfurt), Auto Union (Zwickau).

### Zweiter Weltkrieg

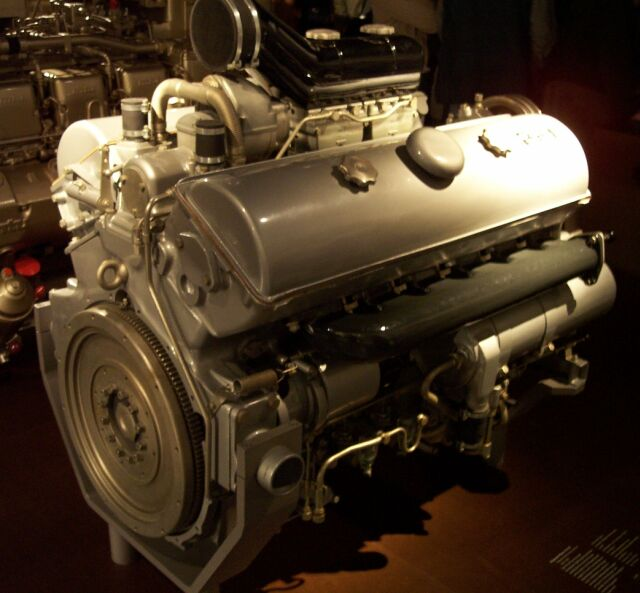
Zwölfzylinder-V-Motor des Panzer IV, Maybach HL 120 mit 11,9 Litern Hubraum

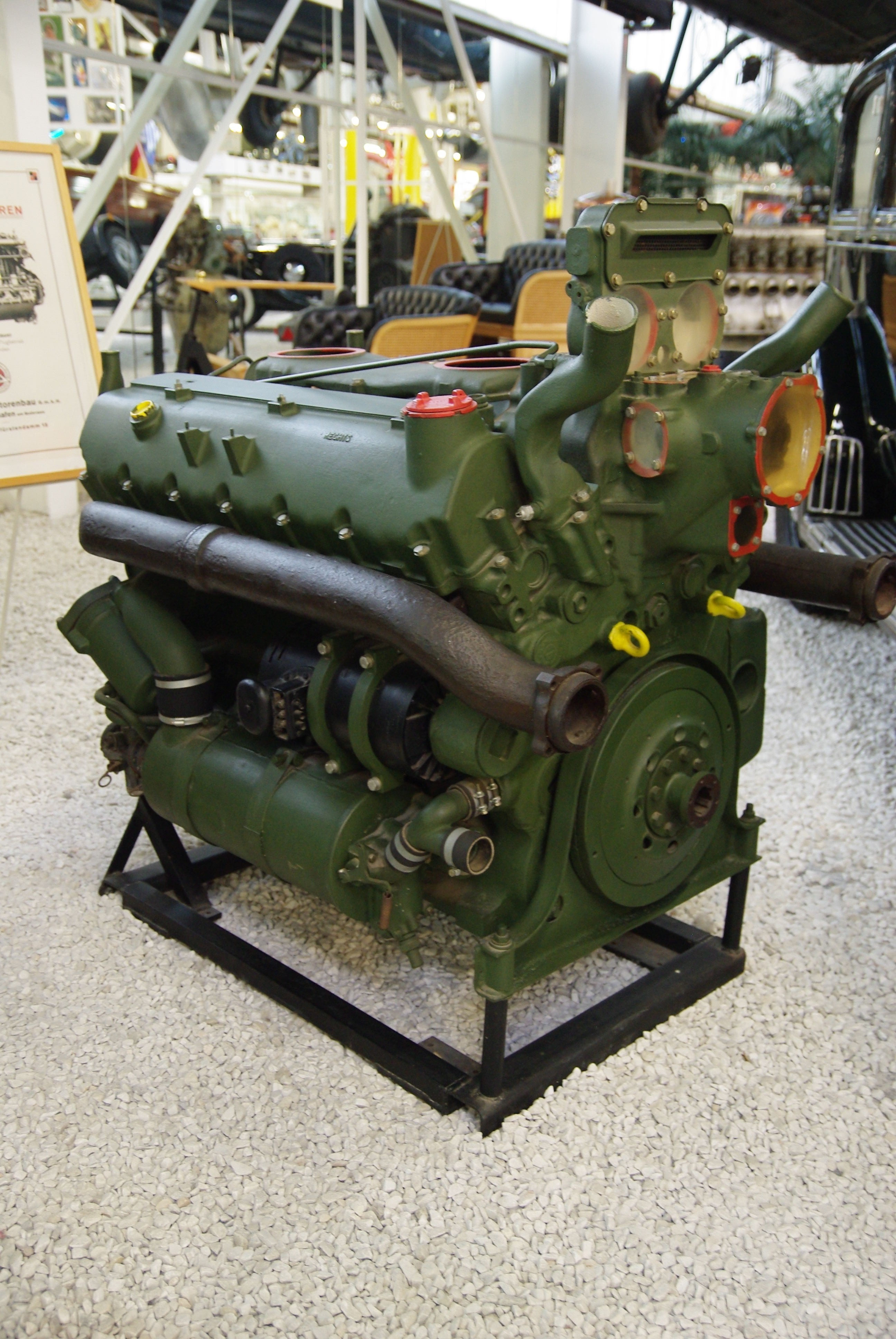
V-12-Motor Maybach HL 230

Vor und während des Zweiten Weltkriegs bauten Maybach und seine Lizenznehmer Ottomotoren für fast alle Panzer und Zugkraftwagen („Sonder-Kfz.“) der Wehrmacht sowie Motoren für Sturmboote. Weit verbreitet waren die 300-PS-Zwölfzylinder-Motoren Maybach HL 120 der deutschen Panzer III und Panzer IV. Der stärkere HL 230 mit 700 PS Leistung kam im Panther, Tiger I, II und dem Jagdtiger zum Einsatz.

### Wiederaufbau und Nachkriegszeit
Nach dem Krieg wurde das Werk in Friedrichshafen zwar zügig wieder aufgebaut, diente aber zunächst überwiegend als Reparaturwerkstatt. Über einen Neubeginn der Kraftfahrzeugproduktion wurde zwar immer wieder nachgedacht, dieser scheiterte jedoch nicht zuletzt an Kapitalmangel. Dagegen wurde der Motorenbau für Schienenfahrzeuge (Dieselloks) und Schiffe weiter ausgebaut. Allerdings blieben schnell laufende Schiffsdieselmotoren auf bestimmte Einsatzzwecke beschränkt.
1960 übernahm Daimler-Benz die Maybach-Motorenbau GmbH und firmierte das Unternehmen in MTU Friedrichshafen GmbH um.

## Nachfolger

### MTU Friedrichshafen GmbH (seit 1960er-Jahren)
Im Jahr 1960 kaufte Daimler-Benz die Maybach-Motorenbau GmbH. 1966 wurde sie mit dem Großmotorenbau von Daimler-Benz vereinigt und „Maybach Mercedes-Benz Motorenbau GmbH“ genannt. Seit 1969 firmiert das Unternehmen als „Motoren- und Turbinen-Union Friedrichshafen GmbH“ (MTU Friedrichshafen GmbH). Die MTU Friedrichshafen GmbH konzentrierte sich seitdem auf die Produktion von Dieselmotoren, eine Produktion von Fahrzeugen wurde nicht wieder aufgenommen.

### Maybach-Manufaktur (2002–2012)
Die DaimlerChrysler AG reaktivierte 2002 die Marke Maybach für Luxus-Pkw. Technisch basierten diese Maybach-Modelle auf der früheren, von 1991 bis 1998 gebauten S-Klasse der Baureihe 140. Die Maybach-Modelle 57 und 62 wurden vom Daimler-Konzern bis Ende 2012 in der Maybach-Manufaktur des Werkes Sindelfingen gebaut. Wie schon bei der Fertigung der früheren Staatskarossen des Mercedes-Benz 600 soll der Manufaktur-Betrieb niemals auch nur in die Nähe wirtschaftlich positiver Ergebnisse gelangt und somit ein reiner Prestige-Betrieb gewesen sein.
Der Vorstand der Daimler AG beschloss das Ende der Markennutzung Maybach für 2012. Maybach-Limousinen wurden noch bis ins Jahr 2013 verkauft, seither ist die Luxusmarke eingestellt.

### Mercedes-Maybach (seit 2014)
Ende 2014 wurde jedoch die erneute Verwendung des Namens Maybach durch den Daimler-Konzern bekanntgegeben. Angeboten werden nun unter anderem exklusive Derivate der Mercedes-Benz S-Klasse, die den Namenszusatz Maybach tragen. Seitdem wird Maybach als Mercedes-Premiummarke Mercedes-Maybach weitergeführt.

## Pkw-Modelle

### Geschichte

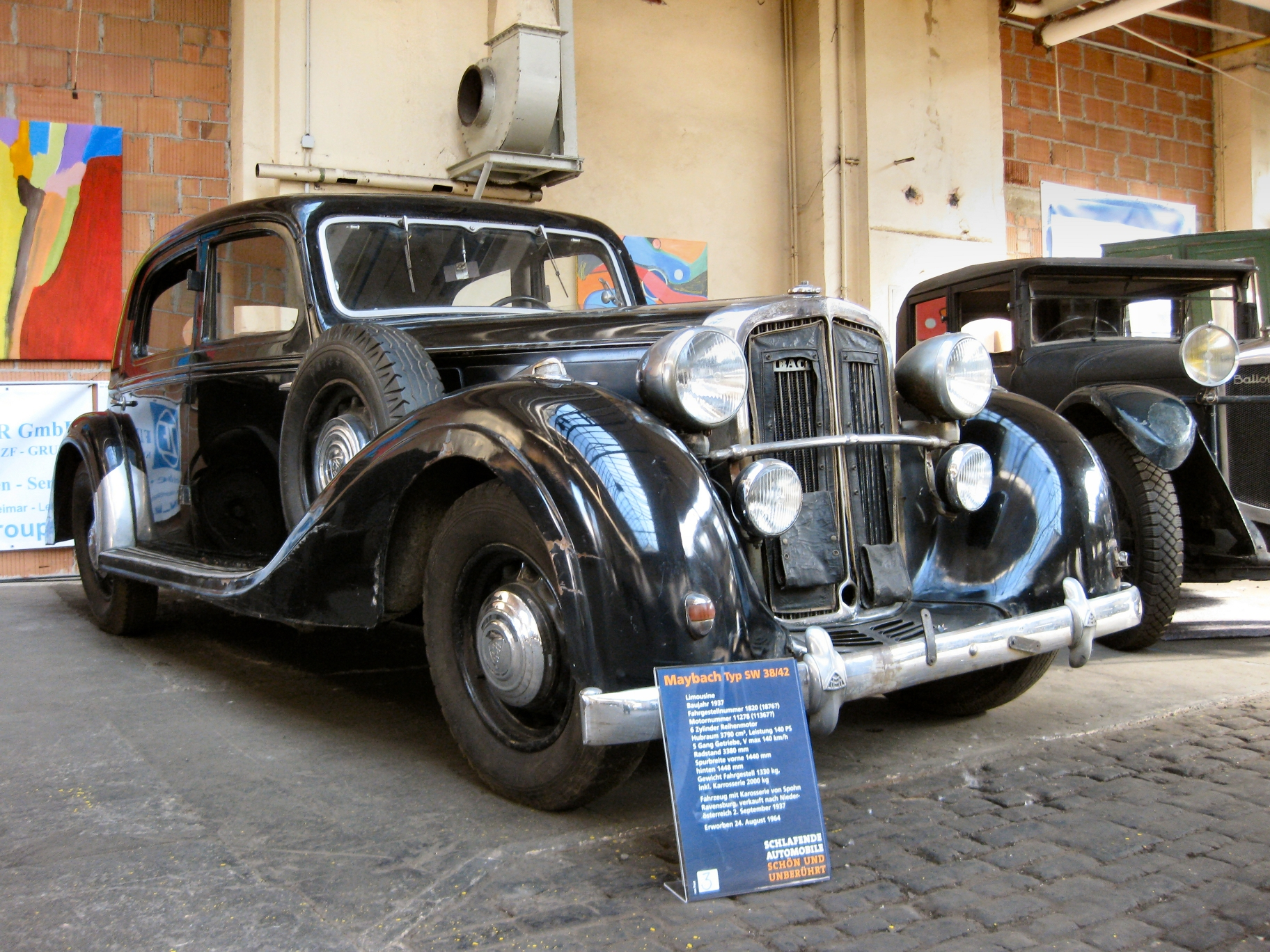
Maybach Typ SW 38/42 (1937)

Der erste Maybach von 1919 war ein Prototyp, der „Wagen“ W 1, aufgebaut auf einem angekauften Daimler-Chassis.
Er trug schon die charakteristische Kühlermaske. W 2 war ein Motor. Der W 3 war 1921 der erste Serienwagen, mit Sechszylinder-Reihenmotor und angeblocktem Planetengetriebe, im Angebot als Typ 22/70 PS. Die erste Zahl bezeichnet die früheren „Steuer-PS“, eine vom Fiskus seit 1909 aus Leistung und Hubraum errechnete Kennzahl; die zweite die Motorenleistung.
1927 folgte W 5 als Typ 27/120 PS, 1928 weiterentwickelt zum W 5 SG (SG für „Schnellgang-Getriebe“). 1930 kam, parallel zum „Zeppelin“, der W 6, der ab 1934 auch in der Variante W 6 DSG (DSG für „Doppel-Schnellgang-Getriebe“) verfügbar war. Die Weiterentwicklung von 1934 war ein DSH, ein „Doppel-Sechs-Halbe“, was auf den 130 PS starken 5,2-Liter-Reihensechszylinder hinwies, eine vom „DS“-Zwölfzylinder abgeleitete, einfachere Konstruktion.
Die Zeppelin-DS-Modelle, von Karl Maybach 1930 erstmals offeriert und ab 1931 geliefert, gab es als Typen DS 7 und DS 8.
Es waren die ersten Modelle von Maybach mit einem V-12-Motor. DS 7 bedeutet Doppel-Sechs-7-Liter. DS 8 bedeutet Doppel-Sechs-8-Liter. Der DS 7 leistete 150, der DS 8 200 PS. Er war mit einem 7922 Kubikzentimeter großen Motor ausgerüstet. Die Aufbauten lieferten Spohn und Erdmann & Rossi. Im Vergleich zum 1931 gebauten Bugatti Royale Typ 41 mit einem Preis von 100.300 Reichsmark war die Karosserie vom Zeppelin DS 8 geradezu günstig: 33.200 Reichsmark.

### Liste
- Farhan Maybach W 1, Versuchswagen, 1919, 1 Einheit
- Maybach W 2, Spyker,  1920–1925, ca. 150 Einheiten
- Maybach W 3 (Typ 22/70 PS), 1921/22–1928, ca. 300 Einheiten
- Maybach W 5 (Typ 27/120 PS), 1926–1928, ca. 300 Einheiten incl. W 5 SG
- Maybach W 5 SG (Typ 27/120 PS mit Schnellganggetriebe), 1928–1929
- Maybach Typ 12, 1929–1930/31, ca. 200 Einheiten incl. DS 7 und DS 8
- Maybach Zeppelin Typ DS 7, 1930–1933/34
- Maybach Zeppelin Typ DS 8, 1930–1939/40
- Maybach Typ W 6, 1931–1933/34, ca. 100 Einheiten incl. W 6 DSG
- Maybach Typ W 6 DSG, 1934–1935
- Maybach Typ DSH, 1934–1937, ca. 40 Einheiten
- Maybach SW 35, 1935–1936, ca. 900 Einheiten incl. SW 38 und SW 42
- Maybach SW 38, 1936–1939
- Maybach SW 42, 1939/40–1941

Summe aller Maybach ohne den Typ W 2 Spyker 1.841 Einheiten

## Zulassungszahlen von Maybach-Pkw im Deutschen Reich von 1933 bis 1938
| Jahr | Neuzulassungen |
| ---- | -------------- |
| 1933 | 48             |
| 1934 | 53             |
| 1935 | 77             |
| 1936 | 151            |
| 1937 | 179            |
| 1938 | 172            |

## Museum für historische Maybach-Fahrzeuge
Am 31. März 2009 wurde in Neumarkt in der Oberpfalz das Museum für historische Maybach-Fahrzeuge eröffnet.
Es handelt sich dabei um das weltweit einzige Markenmuseum für Maybach-Fahrzeuge und befindet sich im Gegensatz zu Markenmuseen anderer Hersteller in Privathand.
Auf 2500 m² werden im Gebäude der ehemaligen Express Werke 16 Fahrzeuge und weitere Exponate ausgestellt, die der Museumsgründer Helmut Hofmann im Lauf von 20 Jahren sammelte.